# Le Conquet

Le Conquet este o comună în departamentul Finistère, Franța. În 1 ianuarie 2022 avea o populație de 2.814 de locuitori.